# 북바나트구

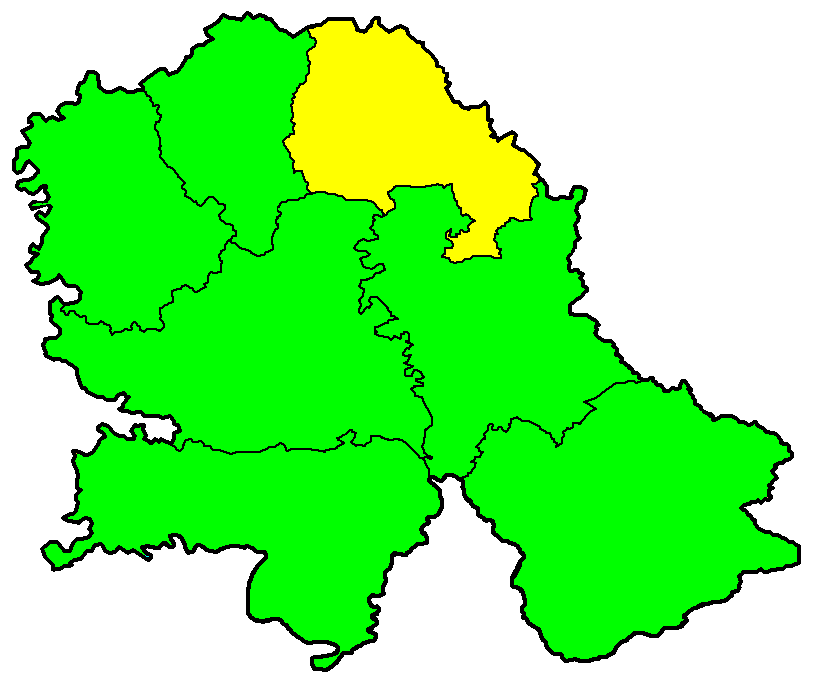
북바나트 구의 위치

북바나트구(세르비아어: Севернобанатски округ, Severnobanatski okrug, 크로아티아어: Sjevernobanatski okrug, 헝가리어: Észak Bánsági Körzet, 슬로바키아어: Severobanátsky okres, 루마니아어: Districtul Banatul de Nord, 루신어: Сивернобанатски окрух)는 세르비아 북부에 위치한 구로 보이보디나 자치주 북동부에 위치한다. 행정 중심지는 키킨다이며 면적은 3,256km2, 인구는 165,881명(2002년 인구 조사 기준), 인구 밀도는 71.2명/km2이다. 지리적으로는 바나트 지방과 바치카 지방에 속하며 북쪽으로는 헝가리, 동쪽으로는 루마니아와 국경을 접한다.

## 지방 자치체

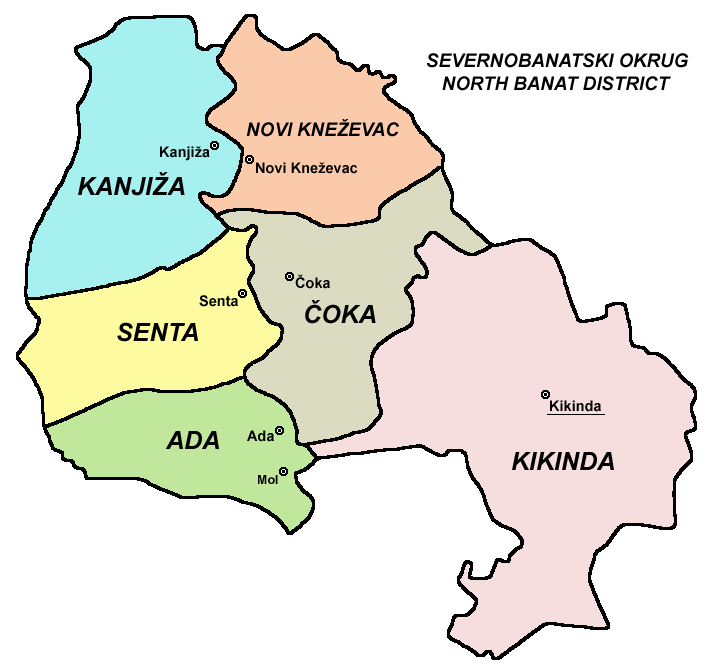
지방 자치체

6개 지방 자치체와 7개 군, 43개 마을을 관할한다.
- 카니자 (Kanjiža, 헝가리어: Magyarkanizsa)
- 센타 (Senta, 헝가리어: Zenta)
- 아다 (Ada, 헝가리어: Ada)
- 초카 (Čoka, 헝가리어: Csóka)
- 노비크네제바츠 (Novi Kneževac, 헝가리어: Törökkanizsa)
- 키킨다 (Kikinda, 헝가리어: Nagykikinda)

## 인구

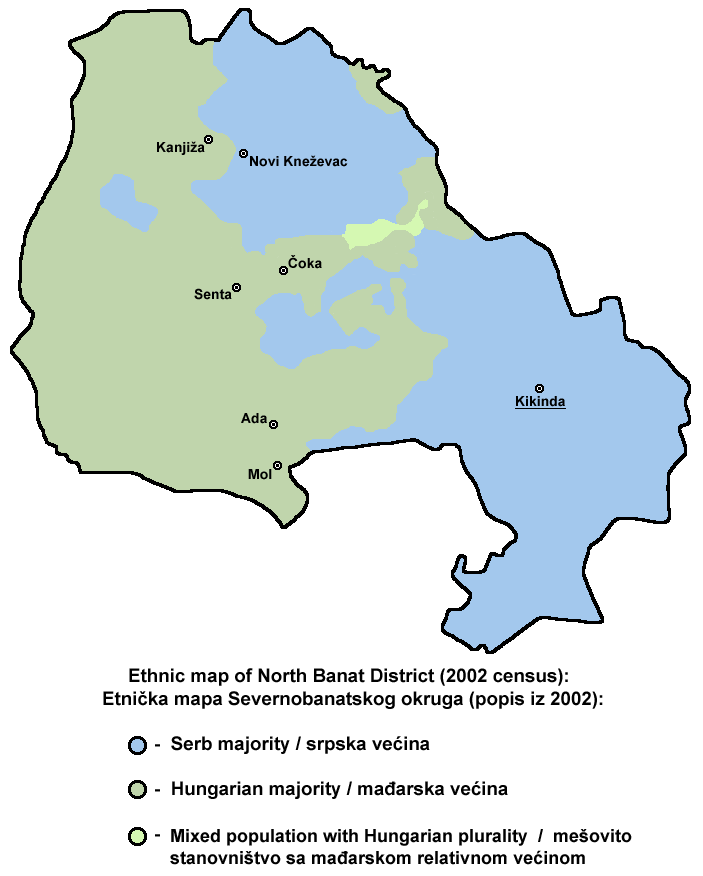
민족 분포 (2002년 인구 조사 기준)

인구와 민족 분포는 2002년 인구 조사를 기준으로 한다.
- 헝가리인: 78,551명 (47.35%)
- 세르비아인: 72,242명 (43.55%)
- 로마인: 3,944명 (2.37%)
- 유고슬라브인: 3,018명 (1.81%)
- 그 외의 민족

언어 분포는 2002년 인구 조사를 기준으로 한다.
- 헝가리어: 79,779명 (48.09%)
- 세르비아어: 79,754명 (48.08%)
- 롬어: 3,240명 (1.95%)
- 그 외의 언어

| 연도  | 인구    | ±% p.a. |
| ----- | ------- | ------- |
| 1948  | 189,050 | —       |
| 1953  | 189,414 | +0.04%  |
| 1961  | 194,150 | +0.31%  |
| 1971  | 191,632 | −0.13%  |
| 1981  | 187,179 | −0.23%  |
| 1991  | 179,783 | −0.40%  |
| 2002  | 165,881 | −0.73%  |
| 2011  | 147,770 | −1.28%  |
| 출처: |         |         |

## 같이 보기
- 세르비아의 행정 구역